# کتریسی
کتریسی (به لاتین: Keterisi) یک منطقهٔ مسکونی در گرجستان است که در شهرداری کازبگی واقع شده‌است. کتریسی ۰ نفر جمعیت دارد و ۲٬۱۲۰ متر بالاتر از سطح دریا واقع شده‌است.